# Ribeira Branca
Ribeira Branca is een plaats (freguesia) in de Portugese gemeente Torres Novas en telt 724 inwoners (2001).